# Viva Forever
Singles de Spice Girls
Stop
(1998) Goodbye
(1998)
Viva Forever est une chanson interprétée par le groupe Spice Girls, sorti en single le 20 juillet 1998, quatrième extrait de l'album Spiceworld,,.
Le titre est écrit par les Spice Girls, ainsi que Richard Stannard et Matt Rowe et composé par Richard Stannard et Matt Rowe.
La chanson est un succès mondial, se classant à la 1re place au Royaume-Uni, se vendant à 690 000 exemplaires. Il s'agit du septième numéro un des Spice Girls dans ce pays. Elle atteint la même position en Nouvelle-Zélande et en Écosse.
Elle se classe dans le top 5 dans de nombreux pays comme l’Australie, l’Autriche, la Belgique, le Canada, l’Allemagne, l’Irlande, l‘Italie et la Suisse.
Au niveau mondial, la chanson est considérée comme un classique de la musique pop moderne,.

## Historique
Après avoir triomphé avec leur premier opus Spice, qui avait déclenché la « Spice Mania », un phénomène de société mondial, équivalent à celui de la « Beatlemania »,,,,, les Spice Girls commencent alors à travailler sur un projet de film et d'album tous deux intitulés Spiceworld,.

## Structure
Viva Forever est une ballade pop aux influences latines, qui parle de la beauté de la vie.

## Performance commerciale
La chanson est un succès mondial, se classant à la 1re place au Royaume-Uni, se vendant à 690 000 exemplaires. Il s'agit du septième numéro un des Spice Girls dans ce pays. Elle atteint la même position en Nouvelle-Zélande et en Écosse.
Elle se classe dans le top 5 dans de nombreux pays comme l’Australie, l’Autriche, la Belgique, le Canada, l’Allemagne, l’Irlande, l‘Italie et la Suisse.

## Clip vidéo
Le vidéoclip qui accompagne la chanson, est réalisé par Steve Box. Il y montre les cinq chanteuses en image de synthèse aux apparences de fées, alternant avec des scènes de vue réelles dévoilant deux enfants, dont l’un va être enfermé dans une boîte,.

## Impact et héritage culturel
Au niveau mondial, la chanson est considérée comme un classique de la musique pop moderne,.

## Liste et formats
| - Royaume-Uni CD1/Australie CD/Brésil CD/Malaisie CD1/Taiwan CD1 1. Viva Forever (radio edit) – 4:10 2. Viva Forever (Tony Rich Remix) – 5:30 3. Viva Forever (Tony Rich Instrumental) – 5:42 4. Viva Forever (video) - UK CD2/UK Cassette/Malaysian CD2/Taiwanese CD2 1. Viva Forever (radio edit) – 4:10 2. Who Do You Think You Are (live in Birmingham) – 4:22 3. Say You'll Be There (live in Birmingham) – 4:25 - Europe CD 1. Viva Forever (radio edit) – 4:10 2. Viva Forever (Tony Rich Remix) – 5:30 | - Japon CD 1. Viva Forever (radio edit) – 4:10 2. Viva Forever (Tony Rich Remix) – 5:30 3. Who Do You Think You Are (live in Birmingham) – 4:22 4. Say You'll Be There (live in Birmingham) – 4:25 - France 12" promo vinyl single 1. A1: Viva Forever (album version) – 5:09 2. B1: Viva Forever (Groovy Mix – Tony Rich Remix) – 5:30 - Royaume-Uni 7" promo vinyl single 1. A1: Viva Forever (radio edit) – 4:10 2. B1: Who Do You Think You Are (live in Birmingham) – 4:22 |

## Classements hebdomadaires
| Classement (1998)                       | Position position |
| --------------------------------------- | ----------------- |
| Australie (ARIA)                        | 2                 |
| Autriche (Ö3 Austria Top 40)            | 4                 |
| Belgique (Flandre Ultratop 50 Singles)  | 13                |
| Belgique (Wallonie Ultratop 50 Singles) | 9                 |
| Canada (Hot 100)                        | 4                 |
| France (SNEP)                           | 18                |
| Allemagne (Media Control AG)            | 4                 |
| Irlande (IRMA)                          | 2                 |
| Italie (FIMI)                           | 2                 |
| Pays-Bas (Nederlandse Top 40)           | 7                 |
| Pays-Bas (Single Top 100)               | 7                 |
| Nouvelle-Zélande (RMNZ)                 | 1                 |
| Norvège (VG-lista)                      | 12                |
| Écosse (OCC)                            | 1                 |
| Suède (Sverigetopplistan)               | 6                 |
| Suisse (Schweizer Hitparade)            | 3                 |
| Royaume-Uni (UK Singles Chart)          | 1                 |